# Ludger Schwienhorst-Schönberger
Ludger Schwienhorst-Schönberger (* 19. Mai 1957 in Lüdinghausen, Nordrhein-Westfalen) ist ein deutscher römisch-katholischer Theologe und war bis zu seiner Emeritierung im Jahr 2022 Universitätsprofessor für Alttestamentliche Bibelwissenschaft an der Universität Wien.

## Leben
Schwienhorst-Schönberger studierte Philosophie, Theologie und Erwachsenenpädagogik in München, katholische Theologie in Münster und Theologie in Jerusalem. Nach seiner Promotion in Theologie 1989 und Habilitation 1992 in Münster wurde Schwienhorst-Schönberger 1993 zum Professor für alttestamentliche Exegese und Hebräische Sprache an der Katholisch-Theologischen Fakultät der Universität Passau ernannt.
Von 2005 bis 2007 war er Gastprofessor an der Katholisch-Theologischen Fakultät der Universität Wien; ab Juni 2007 war er Professor für Alttestamentliche Bibelwissenschaft und Vorstand des gleichnamigen Instituts dieser Universität.
Seit 2022 ist Schwienhorst-Schönberger emeritiert.
Schwienhorst-Schönberger plädiert für eine Wiederentdeckung der Exegese der Kirchenväter.

## Positionen (Auswahl)
Im März 2021 äußerte Schwienhorst-Schönberger, dass es für eine Segnung gleichgeschlechtlicher Paare  in Analogie zur Ehe oder gar in Gleichsetzung mit der Ehe in der Bibel keinerlei Anhaltspunkte gebe.
Im Mai 2022 legte Schwienhorst-Schöneberger als theologischer Gutachter dem Landgericht Bremen dar, dass umstrittene Aussagen des Bremer Pastors Olaf Latzel, in denen Homosexualität und Gender-Theorie abgelehnt werden, „eine gute biblische Grundlage“ hätten. Latzels konservative Positionen seien kein Sonderweg, sondern in theologischen Kreisen, bei Wissenschaftlern und der katholischen Kirche zu finden. Sie seien jedoch im Mainstream der liberalen, modernen und säkularen Gesellschaft weder akzeptabel noch plausibel. Latzel wurde eine Woche später vom Landgericht Bremen vom Vorwurf der Volksverhetzung freigesprochen. Die Bremer Generalstaatsanwaltschaft ging in Revision, und das Oberlandesgericht Bremen hob den Freispruch auf und verwies das Verfahren zur erneuten Entscheidung an eine andere Kammer des Landgerichts zurück.

## Auszeichnungen
- 2021: Joseph-Ratzinger-Preis der Fondazione Vaticana Joseph Ratzinger – Benedetto XVI[7]

## Werke
- Die Eroberung Jerichos. Exegetische Untersuchung zu Josua 6. Katholisches Bibelwerk, Stuttgart 1986.
- Das Bundesbuch (Ex 20,22 – 23,33): Studien zu seiner Entstehung und Theologie. de Gruyter, Berlin 1990, ISBN 3-11-012404-1.
- „Nicht im Menschen gründet das Glück“ (Koh 2,24). Kohelet im Spannungsfeld jüdischer Weisheit und hellenistischer Philosophie. Herder, Freiburg 1994, ISBN 3-451-23149-2.
- Das Buch Kohelet. Studien zur Struktur, Geschichte, Rezeption und Theologie. de Gruyter, Berlin 1997, ISBN 3-11-015757-8.
- Kohelet / übers. und ausgelegt von Ludger Schwienhorst-Schönberger. Herder, Freiburg 2004, ISBN 3-451-26829-9.
- Studien zum Alten Testament und seiner Hermeneutik. Katholisches Bibelwerk, Stuttgart 2005, ISBN 978-3-460-06401-0.
- mit Hans Mendl, Hermann Stinglhammer: Wo war Gott, als er nicht da war? Lit, Münster 2006, ISBN 3-8258-9196-8.
- Ein Weg durch das Leid. Das Buch Ijob. Herder, Freiburg 2007, ISBN 978-3-451-29672-7.
- Das Hohelied der Liebe. Herder, Freiburg 2015, ISBN 978-3-451-31238-0.
- mit Alexander Dietz, Jan Dochhorn, Axel Bernd Kunze (Hrsg.): Wiederentdeckung des Staates in der Theologie. Evangelische Verlagsanstalt, Leipzig 2020, ISBN 978-3-374-06636-0.